# شمال شرق إيطاليا

شمال شرق إيطاليا هي واحدة من المناطق الخمس الإحصائية الرسمية في إيطاليا والتي يستخدمها المعهد الوطني للإحصاء (إستات)، وهي منطقة من الدرجة الأولى وفقًا للتقسيم الأوروبي ودائرة انتخابية للبرلمان الأوروبي. تضم المنطقة أربعة من أقاليم إيطاليا العشرين:
- إميليا رومانيا
- ترنتينو ألتو أديجي
- فريولي فينيتسيا جوليا
- فينيتو